# 岩内駅

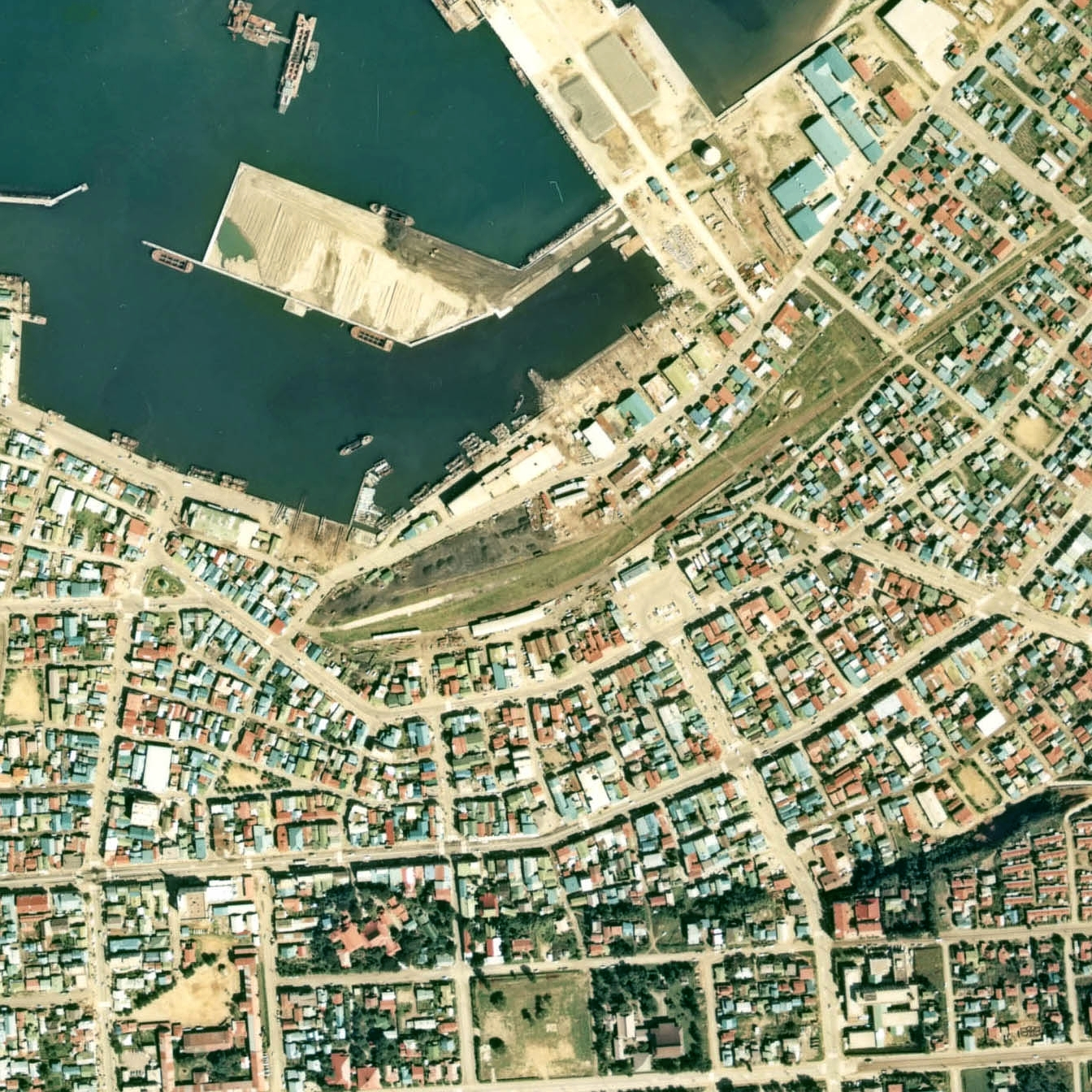
1976年の岩内駅と周囲約1km範囲。駅舎より左側に白い大きな上屋を持つ貨物ホームを有する。駅裏小沢側に転車台が残されているが、かつてはその左側から岸壁までの一帯が全て茅沼炭鉱の貯炭ヤードであった。この時点ではその一部が岩内港内埋立地に移設されたため、構内ヤードはかつての1/3以下になり、敷地の多くは倉庫等の家屋や道路に代わっている。

岩内駅（いわないえき）は、北海道岩内郡岩内町字万代にあった日本国有鉄道（国鉄）岩内線の駅（廃駅）である。事務管理コードは▲131804。
1980年（昭和55年）まで運行されていた（岩内線内乗入廃止）準急（後に急行）「らいでん」（岩内線内普通列車）の発着駅であった。

## 駅構造
廃止時点で、単式ホーム1面1線を有する地上駅であった。ホームは線路の南側（岩内方面に向かって左手側）に存在した。かつては貨物列車の運行があった名残で多くの側線があり構内は広く取られていたが、1983年（昭和58年）時点では大部分の線路が撤去されており、旅客列車の発着線の北側にホームを有さない副本線1線、小沢方より分岐し構内の端をめぐり発着線の延長で収束する形の側線とその分岐側線を東側・北側各1線、旅客ホームとは別に隣接してあった貨物ホームに向かってホーム端より分岐した行き止まりの貨物側線2線を有した。ホームには庭園と花壇があった。
職員配置駅で、駅舎は構内の南側に位置しホーム中央部分に接していた。大きくて立派な建物であった。

## 駅名の由来
当駅の所在する地名より。
地名に関しての定説は確定しておらず、和人の「硫黄」がアイヌ語に転訛した「イワウ」を含むと見られるイワウナイ（硫黄の川）、あるいはイエオナイ（軽石の多い川）、その他幾つかの説があるが、特異な禿山の硫黄山であるイワウヌプリ（岩雄登山、イワオヌプリ）が後背に控えていることから、硫黄川説が有力とされている。松前藩が1700年（元禄13年）に作成し幕府に献上した地図にはすでに「岩内」の漢字が当てられて書かれている。

## 利用状況
- 1981年度（昭和56年度）の1日乗降客数は392人[3]。

## 駅周辺
- 国道276号（尻別国道）・国道229号
- 北海道道270号岩内港線
- 道の駅いわない - 当駅廃駅後、駅跡に開業した。
- 岩内町役場
- 共和町役場前田出張所
- 岩内警察署
- 岩内警察署マリンプラザ交番
- 岩内郵便局
- 岩内高台郵便局
- 北海道信用金庫岩内支店
- 北海道信用金庫岩内支店高台出張所
- 北洋銀行岩内中央支店
- 北海道銀行岩内支店
- きょうわ農業協同組合（JAきょうわ）岩内支所
- 岩内郡漁業協同組合
- 岩内地方文化センター
- 木田金次郎美術館
- 岩内港
- 岩内神社
- 帰厚院 - 東京以北最大の大仏（高さ約7m）である[5]、岩内町指定有形文化財（美術工芸品）の阿弥陀如来大仏像がある。
- 東山遺跡 - 縄文時代前期から中期の円筒土器文化圏の遺跡[5]。
- 岩内町郷土館
- 岩内運動公園 - 敷地内にD51 159が静態保存・展示されている[7]。

## 歴史
- 1912年（大正元年）11月1日 - 鉄道院岩内軽便線の小沢駅 - 当駅間開通に伴い開業[8]。一般駅[1]。
- 1922年（大正11年）9月2日 - 線路名を岩内線と改称、同線の駅となる。
- 1931年（昭和6年）11月27日 - 茅沼炭鉱が選炭場から岩内港まで索道約10km設置。索道原動所まで専用線敷設[注 1]。
- 1946年（昭和21年）10月27日 - 茅沼炭鉱専用鉄道岩内 - 発足間開通。岩内港までの索道廃止（発足駅までに変更）。
- 1949年（昭和24年）8月20日 - 駅舎改築[9]。
- 1954年（昭和29年）9月26日 - 岩内大火により駅舎全焼[9]。
- 1955年（昭和30年）12月27日 - 駅舎落成。鉄筋ブロック建（一部二階建）[9]。
- 1962年（昭和37年）11月12日 - 茅沼炭鉱専用鉄道線廃止。
- 1984年（昭和59年）2月1日 - 貨物・荷物取扱い廃止[1]。
- 1985年（昭和60年）7月1日 - 岩内線の廃線に伴い廃止となる[1]。

## 駅跡
鉄道関連施設は全て撤去されており、道の駅いわないと岩内バスターミナル（北海道中央バス・ニセコバス）になっている。また、開業当初の写真が掲示されている記念碑が建立されている。

## 隣の駅
日本国有鉄道
岩内線
西前田駅 - 岩内駅